# 本間祥公
本間祥公(ほんま よしき、1954年1月14日 - )は、日本の舞踊家。本名は山口豊子(やまぐち とよこ)。本間祥公ダンスエテルノ主宰。日本芸術専門学校講師。東京都出身、文京学園女子高等学校卒業。
幼少時からモダンダンスを学び、20歳からバレエを学んだ。日本を代表するバレリーナとして活躍。モダンダンスの恩師でもある藤井公・利子が振り付けた「ヒマラヤの狐」で文化庁芸術選奨新人賞を受賞。「智恵子遺珠」で芸術祭賞を受賞するなど、創作活動でも日本のモダンダンス界を引っ張る。

## 来歴
- 1980年:文化庁派遣芸術家在外研修員に選ばれ、アメリカに1年留学する。
- 1983年:在外研修帰国記念公演「ヒマラヤの狐」で文化庁芸術選奨新人賞舞踊部門受賞。
- 2005年:文化庁派遣芸術家在外特別研修員に選ばれ、フランス、オランダへ派遣される。

## 受賞歴
- 1979年:東京新聞全国舞踊コンクール第1位文部大臣奨励賞
- 1983年:文化庁芸術選奨新人賞
- 1993年:文化庁芸術祭賞
- 2009年:財団法人松山バレエ団芸術奨励賞
- 2017年:文化庁芸術祭　優秀賞「常花」の成果